# Pingree Grove
Pingree Grove est un village du comté de Kane, en Illinois, aux États-Unis. Il est incorporé le 30 avril 1907,. Lors du recensement de 2010, le village comptait une population de 4 532 habitants.

## Source de la traduction
- (en) Cet article est partiellement ou en totalité issu de l’article de Wikipédia en anglais intitulé « Pingree Grove, Illinois » (voir la liste des auteurs).